# Les Sultans
Pour plus de détails, voir Fiche technique et Distribution.
Les Sultans (titre italien : L'amante italiana) est un film franco-italien de Jean Delannoy, sorti en 1966.

## Synopsis
Les sultans, ce sont les Don Juan modernes qui ont passé la quarantaine. L'un d'eux, Laurent Messager, mari infidèle, qui file le parfait amour avec Lisa, une photographe, découvre un jour que sa fille Kim, adolescente de dix-huit ans, est amoureuse de Léo, un fringant quadragénaire.

## Thèmes et contexte
Les quadragénaires séducteurs impénitents passés au crible dans le roman éponyme de Christine de Rivoyre se retrouvent au cinéma devant la caméra de Jean Delannoy. Coproduction franco-italienne oblige, l'héroïne-photographe romanesque Solange devient, à l'écran, Lisa Bortoli, incarnée par Gina Lollobrigida. Le film s'achève dans l'amertume comme Lisa le signifie d'ailleurs à sa voisine Mireille délaissée, comme elle, par « son sultan » : « Je ne crois pas que les hommes soient faits pour les femmes. »

## Fiche technique
- Titre original : Les Sultans
- Titre italien : L'amante italiana
- Réalisateur : Jean Delannoy
- Scénario : Jean-Loup Dabadie et Jean Delannoy d'après le roman de Christine de Rivoyre, Les Sultans (Éditions Grasset, 1964)
- Dialogues : Christine de Rivoyre
- Décors : René Renoux
- Photographie : Tonino Delli Colli
- Son : René-Christian Forget
- Montage : Henri Taverna
- Musique : Georges Garvarentz
- Production : Jacques-Paul Bertrand
- Sociétés de production : Chretien (France), Cineurop (France), Mancori (Italie)
- Société de production associée : Bercol Films
- Sociétés de distribution : Société Cinématographique Lyre (France), Delemar Films Distribution, Les Films Sirand (France), Films Meric (France), UGC
- Pays d’origine :  France,  Italie
- Tournage : 
  - Langue : français
  - Année : 1965
- Format : couleur (Eastmancolor) — 35 mm — 2.35:1 (Scope) — monophonique
- Genre : comédie dramatique
- Durée : 98 minutes
- Date de sortie : France -  6 mai 1966
- (fr) Mention CNC : tous publics (visa d'exploitation no 31177 délivré le 26 avril 1966)

## Distribution
- Gina Lollobrigida : Lisa Bortoli
- Louis Jourdan : Laurent Messager
- Corinne Marchand : Mireille
- Daniel Gélin : Léo
- Philippe Noiret : Michel dit « Michou »
- Muriel Baptiste : Kim Messager
- Renée Faure : Odette Messager
- Rosy Varte : Delphine
- Claude Gensac : Marcelle
- Lucia Modugno : Maguy
- Pascale de Boysson
- Philippine Pascal
- Dominique Maurin
- Zouzou : une danseuse